# بخش نیپیسینگ
بخش نیپیسینگ (به انگلیسی: Nipissing District) یک سکونتگاه مسکونی در کانادا است که در انتاریو واقع شده‌است.

## خصوصیات
بخش نیپیسینگ ۸۴٬۷۳۶ نفر جمعیت دارد.